# Eulinognathus torquatus
Eulinognathus torquatus är en insektsart som beskrevs av Castro 1982. Eulinognathus torquatus ingår i släktet Eulinognathus och familjen ledlöss. Inga underarter finns listade i Catalogue of Life.